# Igel Verlag

Verlagslogo

Der Igel Verlag ist ein Imprint des Hamburger Diplomica Verlags und hat sich als Fachverlag vor allem auf die Bereiche Recht, Wirtschaft und Steuern sowie Literatur- und Gesellschaftswissenschaft spezialisiert. Daneben gibt es auch eine kleinere Reihe belletristischer Veröffentlichungen.  

## Geschichte
1987 gründeten Susanne Bek und Michael Schardt den Verlag. Der Verlagssitz befand sich seit der Gründung bis 1997 in Paderborn  und wurde dann von Schardt nach Oldenburg (Oldb) verlegt. Den Schwerpunkt der Verlagsarbeit bildete anfänglich die deutschsprachige Literatur der literarischen Moderne von 1890 bis 1933, darunter vor allem Texte deutschstämmiger jüdischer Autoren. Veröffentlicht wurden darüber hinaus aber auch literaturwissenschaftliche Bücher, Dissertationen, Habilitationen und Symposionsbände.
Der Verlag gab unter anderem Werke folgender, teils in Vergessenheit geratener Schriftsteller heraus: Richard Beer-Hofmann, Adolf von Hatzfeld, Franz Hessel, Peter Hille, Gina Kaus, Robert Müller, Stanisław Przybyszewski, Franziska zu Reventlow, Hermann Ungar und Thomas Valentin. Zu den wenigen Gegenwartsautoren in dem von Michael Schardt verantworteten Verlagsprogramm gehören der Kleist-Preisträger Ulrich Horstmann sowie Arno A. Gassmann.
Aus dem Verlag ging 1998 der nur auf Belletristik spezialisierte Schardt Verlag hervor, der sich auf zeitgenössische Schriftsteller konzentriert. 2007 wurde der Igel Verlag von Michael Schardt an den Bremer Verleger Thomas Hoppe und den Hamburger Verleger Björn Bedey verkauft, die den Verlagssitz nach Hamburg verlegten. Die Verlagsleitung übernahm Johanna Seegers, die die bisherigen Programmschwerpunkte – Autoren der deutschsprachigen Moderne und Literaturwissenschaft – fortführte.
Im Dezember 2009 wurde der Verlag vom 1996 gegründeten Diplomica Verlag übernommen und wird seitdem als Imprint mit einem eigenen Verlagsprofil geführt; der Schwerpunkt liegt weiterhin bei der Literatur- und Gesellschaftswissenschaft. Gegenwärtig sind rund 300 Titel im Verlagsprogramm verfügbar.